# بوب واليس
بوب واليس (بالإنجليزية: Bob Wallis)‏ هو عازف جاز بريطاني، ولد في 3 يونيو 1934، وتوفي في 10 يناير 1991.

## وصلات خارجية
- بوب واليس على موقع ميوزك برينز (الإنجليزية)
- بوب واليس على موقع ديسكوغز (الإنجليزية)